# マニャーゴ
マニャーゴ（伊: Magnago）は、イタリア共和国ロンバルディア州ミラノ県にある、人口約9,200人の基礎自治体（コムーネ）。

## 地理

### 位置・広がり

#### 隣接コムーネ
隣接するコムーネは以下の通り。括弧内のVAはヴァレーゼ県所属を示す。
- ブスカーテ
- ブスト・アルシーツィオ (VA)
- カスターノ・プリーモ
- ダイラーゴ
- サマラーテ (VA)
- ヴァンザゲッロ

### 地震分類
イタリアの地震リスク階級 (it) では、4 に分類される
。